# 刑務所で泣くヤツ、笑うヤツ
『刑務所で泣くヤツ、笑うヤツ』（むしょでなくやつ、わらうやつ）は、2008年に制作された日本のオリジナルビデオ。ジャンルは、ドラマ。

## 概要
小説家、ノンフィクション作家の影野臣直が、自身の体験を元に書き上げた同名著作を原作としたドラマ。本作では、逮捕された男が拘置所から刑務所に移った後、雑居房で寝起きしながら同部屋の受刑者たちと新入訓練工場で訓練し、本格的な刑務所暮らしを始めるまでの約1週間が描かれている。

## あらすじ
平成11年（1999年）、バーのオーナー・キタオカはぼったくり行為で逮捕され、裁判を終えて拘置所から新潟刑務所の新入訓練工場に移管される。キタオカは所長との初対面を終えた後、考査期間に独居房で寝起きしながら、刑務官上層部との個人面談や身体検査、他の受刑者との行動訓練を学ぶ。独居房から雑居房に移ったキタオカはヤクザのヒラタ、空き巣犯のウエノ、ヒラタとは無関係のヤクザ・イケダとの1週間の共同生活が始まる。
キタオカ、ウエノ、イケダは逮捕された経緯をお互いに打ち明けるが、ヒラタは語ろうとしない。ヒラタはイケダから挑発されるが気にもとめず、キタオカはウエノに早く仮釈放をもらいたいと告げる。心配するキタオカは、ウエノから「ここでは仲間の協力がないとすぐに懲罰になって仮釈放が遠のきます。僕も応援しますから」と励まされる。キタオカはウエノたちと刑務所内の工場で木工作業をしながら、刑務所生活に詳しい彼から色々と話を聞く。
そんな中イケダは、ヒラタがヤクザ組織の中心人物でありながら破門され、仮釈放をもらうため敢えて他の受刑者との関わりを避けていることを人づてに知る。この話をキタオカとウエノに伝えたイケダは、仮釈放を望むヒラタが言い返さないのをいいことに嫌がらせを始める。その夜挑発に我慢できなくなったヒラタはイケダに掴みかかるが、キタオカとウエノが2人を引き離してその場を収める。
イケダが腹痛で一時退出した隙に、ヒラタはキタオカとウエノに「組長から頼みで表向き破門状態となり、仮釈放をもらって早く組に戻るという密約を交わしている」と打ち明ける。続けてヒラタは、イケダとの争いで危うくキタオカとウエノを巻き込んで懲罰になりかけたことを謝罪する。何となくイケダに胡散臭さを感じていたキタオカとウエノは、人柄を信用できるヒラタに協力することに。
翌日に行われた身体検査の場で、ウエノはこっそりイケダのズボンのポケットに何かを忍び込ませる。異変に気付いたイケダがポケットをまさぐると女性下着が出てきて、その場を刑務官に目撃された彼は懲罰房に入れられてしまう。雑居房に平穏が訪れ、キタオカは残りわずかとなった3人での共同生活を気分良く過ごす。最終日に正式な工場の配役（はいえき。配属のような意味）が決まったキタオカたちは、本格的な刑務所生活を始めるため雑居房を後にするのだった。

## キャスト
キタオカ ダイスケ
演 - 江原修（現:江原シュウ）
ぼったくり事件（作中では「梅酒一杯十五万円事件」と言われている）を起こして逮捕された後、控訴審で懲役4年6か月の判決が下った。髪型は拘置所にいる頃は前髪が眉毛の上ぐらいまであったが、新潟刑務所に入る前に丸刈りにされる。新入訓練期間中の呼称番号は、70番。満期日は平成15年11月27日。好きなタバコの銘柄は、マイルドセブン。初犯なのに再犯刑務所である新潟刑務所に入れられた理由について、本人は「裁判官からの心証がちょっと悪かったのでは？」と認識している。逮捕時は、歌舞伎町で数軒のぼったくりバーのオーナー。自身のバーは高額料金を請求するが、自ら「暴力で脅すことはしない」というルールを課し、理路整然と客を説き伏せて代金を支払わせている。だが、ある時男性客が支払時に渋々代金を支払って退店した後、翌日に新宿署に被害届を提出したことから逮捕された。
ヒラタ ムネオ
演 - 武蔵拳
キタオカの同部屋の受刑者。冒頭でたまたまキタオカと同日に拘置所から新潟刑務所に移管されることになる。新入訓練期間中の呼称番号は、71番。刑期は3年3か月。満期日は平成14年6月3日。以前は、勢いのあるヤクザ組織「かわだ組」の事務局長（ヤクザ）で、武闘派で高利の闇金でしのぎを得ていた。行き過ぎた取立てと強盗傷害の罪で逮捕されたことで、組長から破門されて現在はカタギの身。普段は冷静な性格でキタオカにも敬語で話すなど礼儀正しいが、時にヤクザらしく怒りの感情を表すこともある。
ウエノ トモユキ
演 - HIDE（川原英之）
キタオカの同部屋の受刑者。新入訓練期間中の呼称番号は、119番。満期日は、平成12年8月8日。埼玉県出身。逮捕前は空き巣ばかりしてきた。前科6犯の懲役太郎なため、刑務所の様々な仕組みや内情に詳しい。刑務所では受刑者同士の個人情報のやり取りを禁止されているが、本人は個人的な趣味として表向き「私本購入予定表」と題したノートに、自身を含めた同じ雑居房の受刑者たちの刑期が終わる満期日などの情報を、“架空の本のタイトルや価格”にアレンジして書きまとめている。
イケダ
演 - 森羅万象
キタオカの同部屋の受刑者。新入訓練期間中の呼称番号は、105番。満期日は、平成20年3月17日。逮捕前は大阪の難波で暮らし、神戸に本拠地を置くヤクザ組織の組員。せっかちな性格で、喜怒哀楽が激しい。2年ほど前、大阪の夜の繁華街で舎弟たちと歩いていたところ、敵対する組織のヤクザに命を狙われるが拳銃を奪って相手に大怪我を負わせて捕まった。同部屋の自分たち受刑者とあまり関わろうとしないヒラタを快く思っていない。後日別の房の受刑者からの情報で、ヒラタが元ヤクザで破門されたことを知り、「ヘタレ」として嫌がらせを始める。よくくだらない嘘をついている。
所長
演 - 飯島大介
拘置所から移管（入所）されてきたキタオカとヒラタに、新潟刑務所がどういう刑務所かについて及び受刑者としての心構えなどを教える。ヒラタたちに、刑務所内では受刑者にはあらゆる行動が制限されており、自身や刑務官から言われた行動以外してはいけないことを教える。続けて、新潟刑務所は違反に厳しいが、真面目に過ごして仮釈放をもらって早く社会復帰するよう伝える。分類審査会では、初犯なのに再犯刑務所に入れられたキタオカにその理由を尋ね、反省を促す。
幹部刑務官
演 - 影野臣直（特別出演）
刑務所に入ってきたばかりのキタオカたち受刑者を体育館に集め、行動訓練を厳しく教える。再犯刑務所である新潟刑務所に収容されたキタオカが初犯であることを知らず、集団行動時の点呼の段取りを間違えた彼（本人はやり方を知らない）に厳しく注意する。他にも受刑者たちがする天突き体操の見守りも担当する。
別の幹部刑務官
演 - 役者名不明
刑務所に入ってきたばかりのキタオカの個人面談を担当する。キタオカに服を脱ぐよう命じて彼がパンツ一丁になるが、業務上必要な検査のためパンツも脱ぐよう命じる。続けて身体の隅々まで目視で調べ、服を着させた後に口頭で嗜好品や性的なことも色々と質問する（これも業務上必要なため）。後日受刑者たちの身体検査に立会い、イケダのズボンから女性用パンティを見つける。
Paix2（ペペ）
演 - Paix2（特別出演）
本人役。女性歌手デュオ。近々作中の新潟刑務所の慰問ライブのゲストとしてやって来る予定で、作中では半年前に行われた慰問時の回想シーンとして登場。作中では、これまでに全国の刑務所をノーギャラで回って200回以上「プリズン・コンサート」を開いており、この活動を称えられて法務大臣や皇室から表彰されている。“刑務所のアイドル”と呼ばれており、受刑者から人気がある。
キタオカの担当弁護士
演 - 小沢和義（友情出演）
冒頭の拘置所の面会室でキタオカと面談する。裁判結果を不服として上告したキタオカに現在置かれている状況を丁寧に伝え、判決を受け入れて刑務所でしっかり反省して一日も早く社会復帰することが得策と諭す。また、初犯のキタオカに、真面目に服役すれば3年ほどで仮釈放になる可能性があることを伝え、上告を取り下げさせる。
ヒラタの担当弁護士
演 - 堀田眞三（特別出演）
ヒラタの回想シーンに登場。逮捕されて拘置所にいた頃のヒラタの弁護を担当。ヒラタと面談し、「かわだ組組長が彼の今後を気にかけており、仮釈放をもらえるよう表向き“黒字破門”にすると同時に、仮に仮釈放がもらえない場合は絶縁する」という伝言を伝える
老婆
演 - 役者名不明
119番の回想シーンに登場。119番が空き巣に入った家で金目のものを物色していたところ、たまたま鉢合わせした。認知症なのかは不明だが、119番を自身の息子か孫である「アキラ」と勘違いして親しげにやり取りし、2人で何も料理が乗っていない皿で“食事”をする。
やべひろし
演 - 役者名不明
キタオカの回想シーンに登場。田舎から歌舞伎町に初めて来たオタク風の青年。旅行情報誌を片手に人気の早朝ヘルスを目指していたところ、歌舞伎町で客引きの男に声をかけられてキタオカのバー「メイク」に案内される。女性が接客してくれるバーなどの夜の店のことをよく知らないため、ぼったくりバーを経営するキタオカからは、「確実に騙せる客」と評される。実は家出中である。「メイク」で2人の女性従業員の接待を受け、酒やつまみの料理を少し飲み食いしただけなのに24万円以上を請求され、支払いを拒む。

## スタッフ
- 原作 - 影野臣直「刑務所（ムショ）で泣くヤツ、笑うヤツ」（河出書房新社刊）
- 脚本・編集・監督 - 山村淳史
- 助監督 - 佃謙介
- 企画 - 山本ほうゆう
- プロデューサー - 南雅史
- 撮影 - 田中一成
- 照明 - 吉角荘介
- 録音 - 岩丸恒
- 美術 - 塩田仁
- 制作 - メディア・ワークス
- 制作協力 - MGP
- 製作・発売元 - サテライト
- 販売元 - GPミュージアムソフト

## 劇中曲
「歓喜の歌」（交響曲第9番 ニ短調 作品125第4楽章より）
作曲：ルートヴィヒ・ヴァン・ベートーヴェン
オープニングタイトルとエンドロールで流れる。
「ジョニーが凱旋するとき」
作曲：パトリック・ギルモア
隊列行進の訓練を初めて受けたキタオカが上手くできず、刑務官の命令で一人で行進させられるシーンのBGMとして流れる。他にも数シーンでBGMとして流れる。
「ワルキューレの騎行
作曲：リヒャルト・ワーグナー
119番の逮捕前の回想シーンで、空き巣に入った家の住人である老婆と遭遇した時のBGMとして流れる。
「ハバネラ」（カルメンより）
作曲：ジョルジュ・ビゼー
上記の後、119番が、自身を親族と勘違いした老婆と食卓を囲むシーンのBGMとして流れる。他にも数シーンでBGMとして流れる。
「故郷」
文部省唱歌。作曲：岡野貞一
上記の後、老婆に別れを告げて、119番が彼女の自宅を出るシーンのBGMとして流れる。
「交響曲第9番より『新世界より』第4楽章」
作曲：アントニン・ドヴォルザーク
バー「メイク」に訪れた青年やべがホステスとの楽しい一時を過ごした後、会計する時のBGMとして流れる。
「ボレロ」
作曲：モーリス・ラヴェル
バー「メイク」でキタオカと客のやべとの話し合いにより、約24万円の代金のところを15万円の支払いで手を打つシーンのBGMとして流れる。
「演奏会用組曲『くるみ割り人形』より第3曲 金平糖の精の踊り」
作曲：ピョートル・チャイコフスキー
119番が、刑務所にある様々な懲罰についてキタオカに教えるシーンのBGMとして流れる。
「トッカータとフーガ ニ短調 BWV 565」
作曲：ヨハン・ゼバスティアン・バッハ
ある時キタオカが、夢の中で閉居罰を受けるシーンのBGMとして流れる。
歌詞が「遠く遠く離れていても 私はあなたを想ってる」の歌
過去の慰問コンサートの回想シーンで、ゲストのPaix2が講堂内特設ステージ上から受刑者に向けてこの歌を歌う。
「家路」（「交響曲第9番より第2楽章」）
作曲：アントニン・ドヴォルザーク
ヒラタが危うくキタオカとウエノを巻き込んで懲罰になりかけたことを、2人に謝るシーンのBGMとして流れる。
「トロイメライ」
作曲：ロベルト・シューマン
分類審査会の審査を終えてキタオカたち同部屋の受刑者が、別れを惜しんでしみじみと会話するシーンのBGMとして流れる。